# Phyllostachys reticulata
Phyllostachys reticulata ist eine Pflanzenart aus der Pflanzengattung Phyllostachys in der Tribus der Bambusse (Bambuseae) innerhalb Familie der Süßgräser (Poaceae). Sie ist ein Lieferant von Bambussprossen und es gibt auch einige Sorten, die als Zierpflanzen verwendet werden.

## Trivialnamen
Phyllostachys reticulata wird in englischer Sprache manchmal „Giant Timber Bamboo“ genannt, ins Deutsche übersetzt „Großer Holz-Bambus“. Chinesische Trivialnamen sind: 桂竹 Guizhu, Wuyuejizhu, Mazhu und sein japanischer Trivialname ist Madake.

## Beschreibung

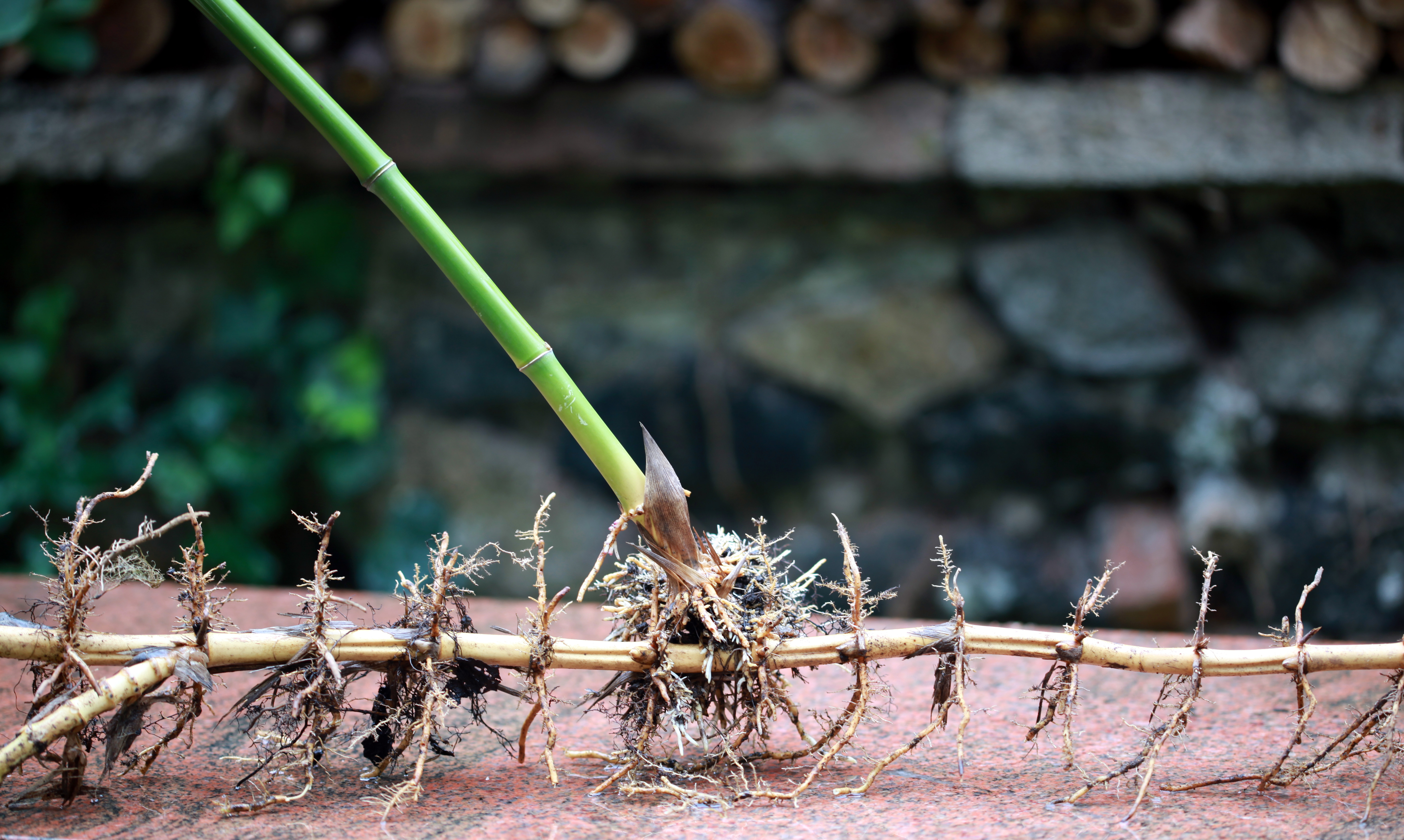
Rhizom

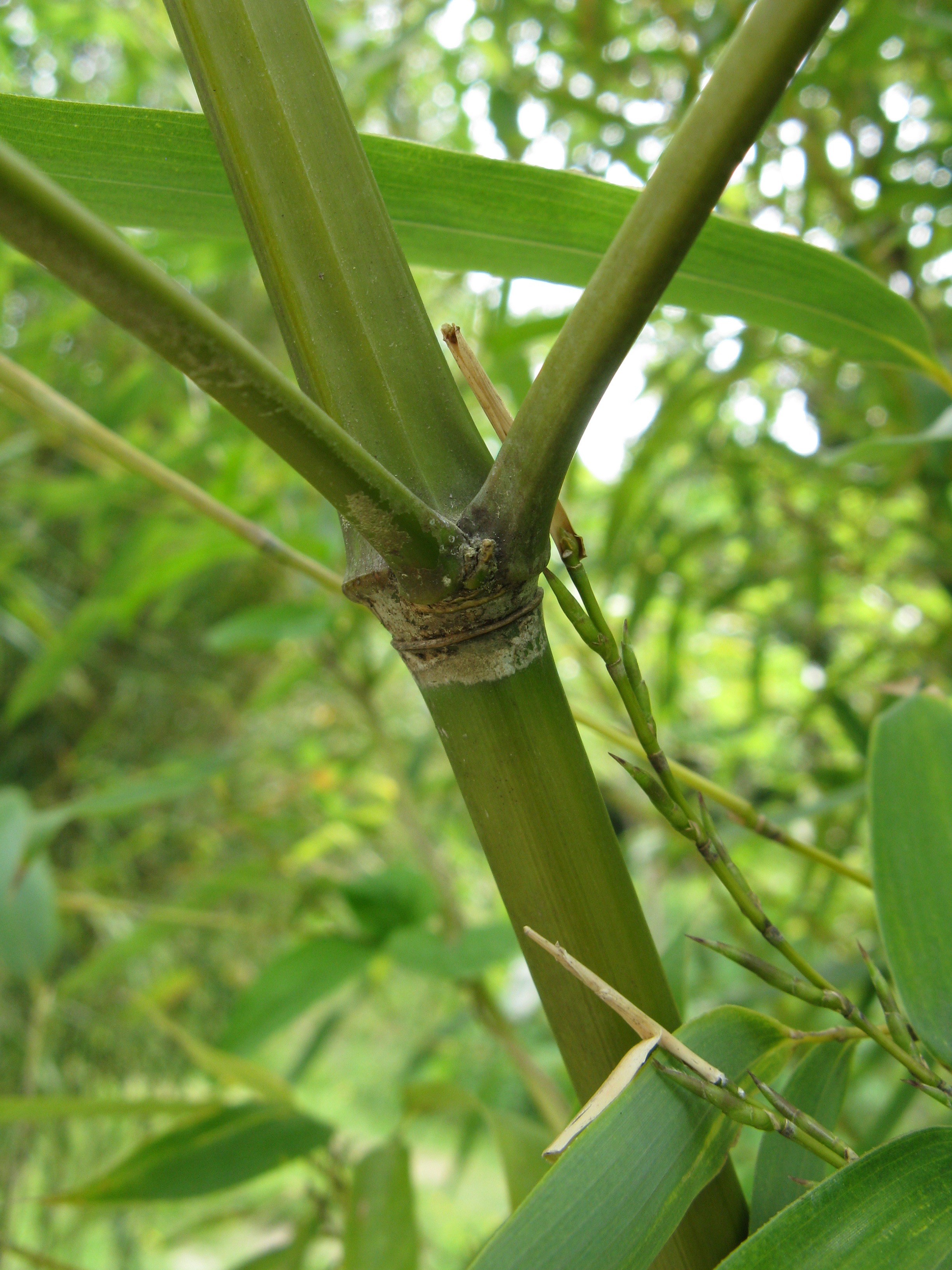
Knoten mit Verzweigung bei der Sorte 'Allgold'

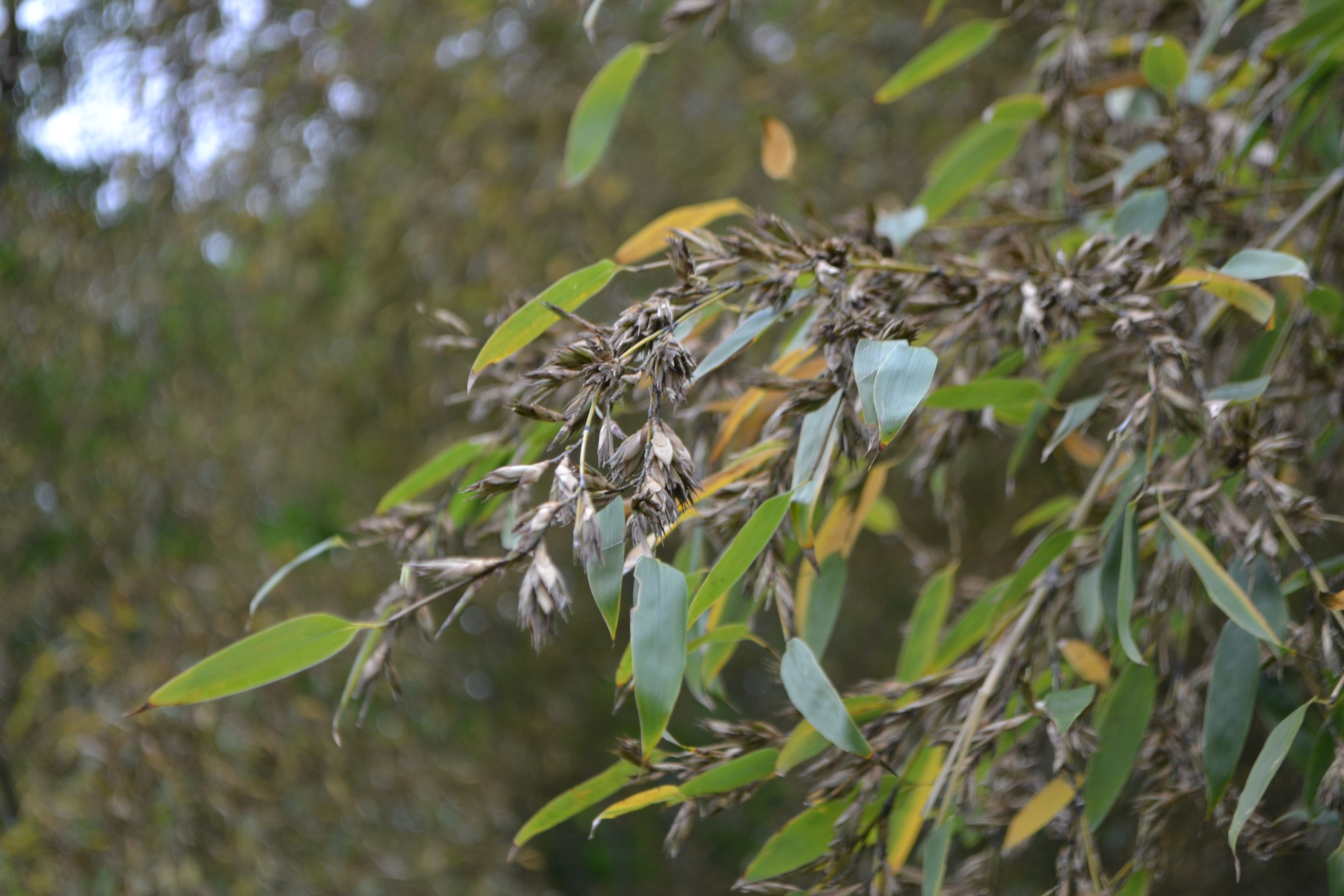
Blüten

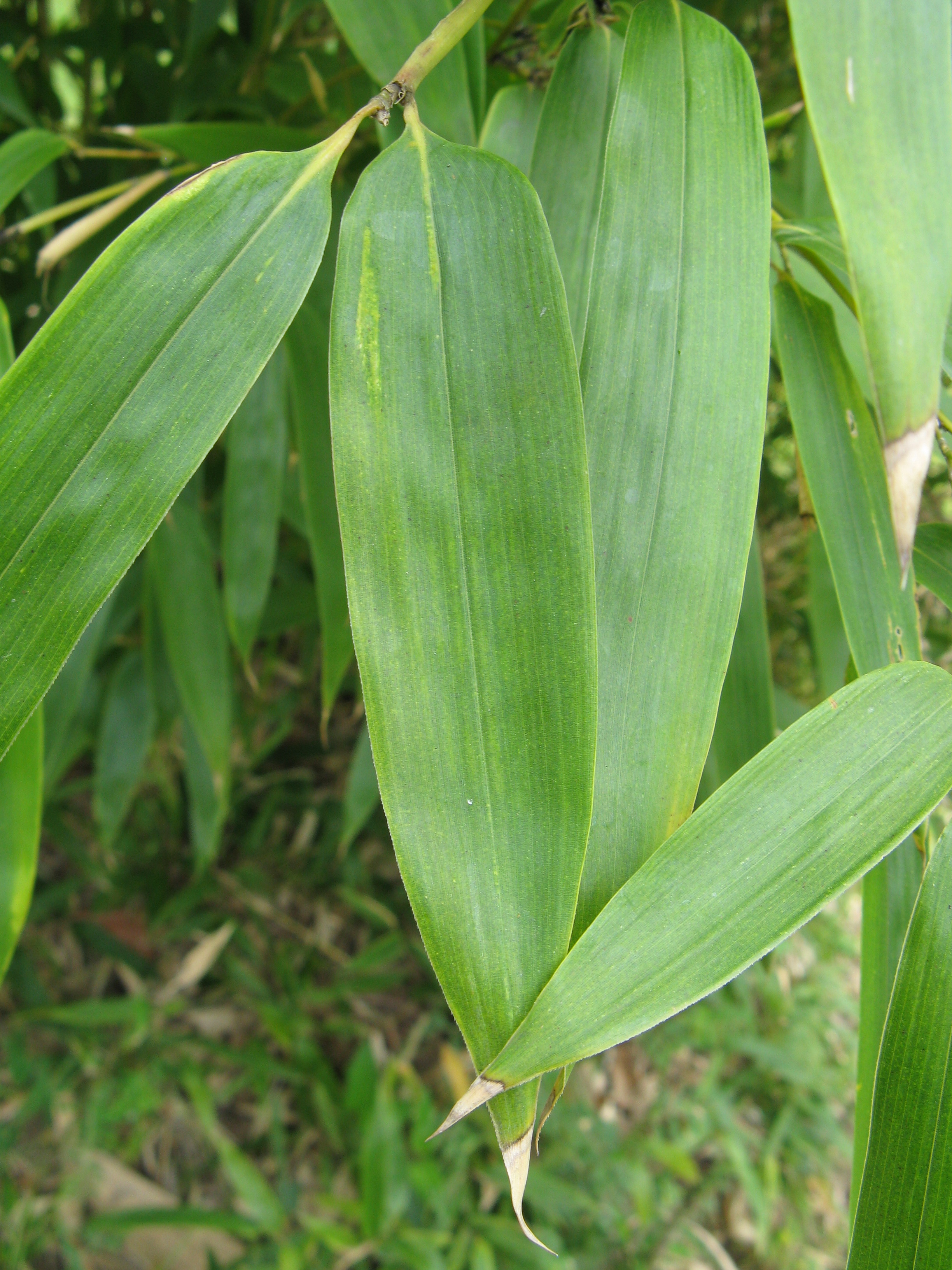
Pseudogestielte Laubblätter bei der Sorte 'Allgold'

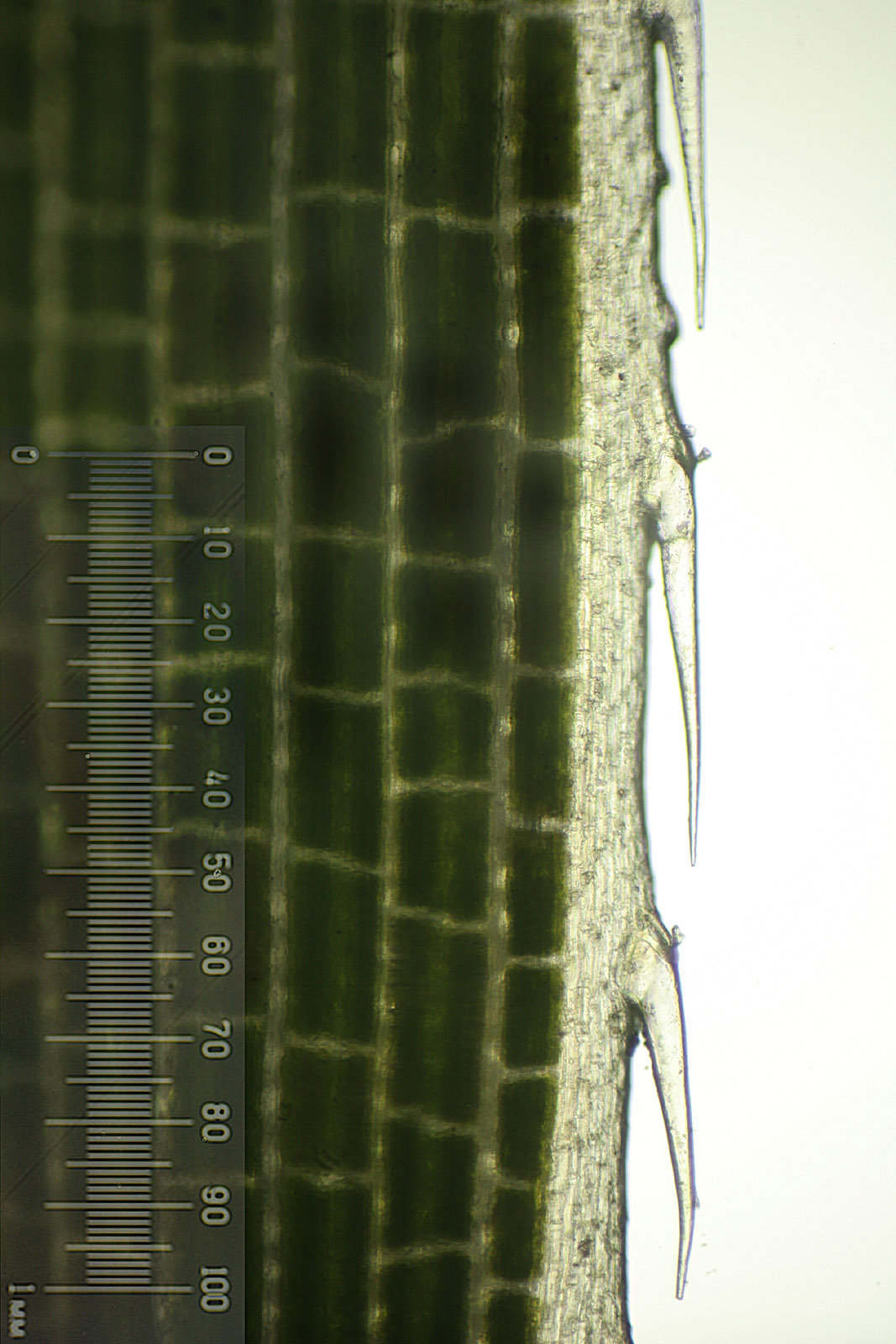
Mikrofotografie einer Blattspreite von Phyllostachys reticulata. Die volle Skala am linken Bildrand entspricht 1 mm.

### Erscheinungsbild, Blattscheide und Laubblatt
Phyllostachys reticulata ist eine ausdauernde verholzende Pflanze. Wie alle Phyllostachys-Arten wächst sie mit einem unterirdischen, im Vergleich mit den Halmen relativ dünnen Rhizom, aus dem ab Ende Mai die oberirdischen, neuen Sprosse erscheinen (leptomorphes Rhizom). Die gesamte Pflanze wächst nicht horstartig, sondern rasenartig über eine weite Fläche ausgebreitet.
Die aufrechten Halme erreichen Wuchshöhen von meist 10 bis 20 Meter, es wird sogar von 30 bis 40 Meter berichtet. An den bis zu 40 cm langen, kahlen Internodien sind die Halme bei einem Durchmesser von 5 bis meist 15 cm fast stielrund. Sie besitzen an den Knoten (Nodien) über Seitenzweige eine flache Rinne bzw. sind deutlich abgeflacht (Sulcus). Die Wandstärke der Halme beträgt etwa 5 mm. Die Halmknoten besitzen zwei Querwülste, wobei der Knotenwulst etwas mehr erhaben ist als die Blattspur der Blattscheide. An jedem Knoten entspringen meist zwei mehr oder weniger gleich starke Zweige, die wiederum verzweigt sind.
Die Halme werden dicht von unterschiedlich großen und nach einiger Zeit abfallenden Blattscheiden umgeben. Diese gelb-braunen, manchmal auch grün oder purpurfarben getönten Blattscheiden besitzen purpur-braune Flecken und sind kahl oder anfangs spärlich mit aufrechten braunen Haaren (Trichome) bedeckt. Die zurückgebogene, papierartige Blattscheidenfläche ist bei einer Länge von 15 bis 25 cm fünf- bis sechsmal länger als breit, lineal, flach oder manchmal am oberen Ende wellig, im Zentrum grün, an beiden Seiten purpurfarben oder braun und an den Rändern hellgelb. Die Blattscheiden besitzen meist Blatthäutchen und Blattöhrchen. Die purpur-braunen Blattöhrchen sind schmal bis groß und sichelförmig; sie fallen früh ab oder können ganz fehlen. Die Blattöhrchen besitzen strahlenförmig angeordnete, lange Borsten. Die braunen oder grünen Blatthäutchen (Ligula) sind bogenförmig und bewimpert.
Je Verzweigung letzter Ordnung gibt es zwei bis vier wechselständig angeordnete Laubblätter. Die Laubblätter besitzen Blatthäutchen und Blattöhrchen. Diese fast kreisförmigen Blattöhrchen besitzen strahlenförmig angeordnete, gut entwickelte Borsten, die bewimpert sind. Ihre deutlich sichtbaren Blatthäutchen sind meist bogenförmig oder manchmal gestutzt. Die Laubblätter sind pseudogestielt, das bedeutet, dass Blattspreite zu ihrer Basis hin abrupt verschmälert ist; dieser 0,2 bis 0,5 cm lange, flaumig behaarte „Pseudo-Blattstiel“ bildet die Verbindung zu Blattscheide des Laubblattes. Die Blattspreite ist bei einer Länge von 5,5 bis 15 cm und einer Breite von 1,5 bis 2,5 cm lanzettlich oder länglich mit zugespitztem oberen Ende. Je nach Sorte sind die Laubblätter mittelgrün bis bläulich-grün oder zweifarbig. Die Mittelrippe ist erhaben und es sind zehn bis zwölf Seitennerven vorhanden mit einer deutlich erkennbaren Netznervatur. Der Blattflächen sind flaumig behaart. Der Blattrand ist trockenhäutig.

### Blühperiode, Blütenstand, Blüte und Frucht
Phyllostachys reticulata ist für seine Massenblüte bekannt. Nach der Fruchtbildung sterben die oberirdischen Pflanzenteile, aber die Bestände regenerieren sich wieder. Der Abstand zwischen den Blühperioden kann mehr als 100 Jahre betragen; die letzte Blühperiode dauerte von 1963 bis 1973.
Ein blühender Zweig, der meist eine Länge von 5 bis 8 (bis zu 10) cm aufweist, enthält einen dichten, ährigen Gesamtblütenstand. Auf der Blütenstandsrhachis sind drei bis fünf schuppenförmige Tragblätter und sechs bis acht spathaförmige, scheidige Tragblätter vorhanden; jeweils über einem spathaförmigen Tragblatt stehen meist ein oder zwei, selten drei pseudoährige Teilblütenstände zusammen; über den untersten ein bis drei früh abfallenden, spathaförmigen Tragblätter stehen keine Teilblütenstände. Die spathaförmigen Tragblätter besitzen eine kreisförmig-eiförmige bis lineal-lanzettliche Spreite mit gerundeter Basis und pfriemförmig-zugespitztem oberen Ende. Die Öhrchen der spathaförmigen Tragblätter sind klein bis kaum erkennbar und die Borsten sind gut ausgebildet.
Das sitzende, bei einer Länge von 2,5 bis 3 cm und einer Breite von 3 bis 5 mm lanzettliche, seitlich abgeflachte Ährchen öffnet sich und enthält meist ein oder zwei, selten drei oder vier Blüten. Die Ährchenachse ist flaumig behaart, wobei ihr oberster Bereich kahl ist. Das oberste Ährchen ist steril. Jedes Ährchen endet mit einer rudimentären Blüte. Es ist keine oder eine Hüllspelze vorhanden; sie ist bei einer Länge von 7 bis 8 mm kürzer als das Ährchen und länglich mit einem Kiel und spitzem oberen Ende sowie papierartig.
Die spärlich flaumig behaarte Deckspelze ist bei einer Länge von 2 bis 2,5 cm eiförmig besitzt ein borstig-zugespitztes oberes Ende, 11 bis 13 Adern und keinen Kiel. Die papierartige Vorspelze ist etwas kürzer als die Deckspelze, außer am Kiel kahl oder am oberen Ende flaumig behaart. Die drei bewimperten Schwellkörper (Lodiculae) sind bei einer Länge von 3,5 bis 4 cm rhomboid-länglich. Die drei Staubbeutel weisen eine Länge von 1,1 bis 1,4 cm auf. Die Griffel sind 25 bis 30 mm lang. Es sind drei Narben vorhanden.
Bei den Karyopsen haftet das Perikarp an.

### Chromosomenzahl
Die Chromosomenzahl beträgt 2n = 48.

## Vorkommen
Phyllostachys reticulata ist ursprünglich weitverbreitet in China und Japan. In China gedeiht er in offenen oder degradierten Wäldern von Yangtze bis zu den Wuling Bergen in Höhenlagen unterhalb 1800 Meter in den Provinzen Fujian, Guangdong, Guangxi, Guizhou, Henan, Hubei, Hunan, Jiangsu, Jiangxi, Shaanxi, Shandong, Sichuan, Yunnan sowie Zhejiang.
Er wird schon seit langer Zeit kultiviert und wurde beispielsweise schon sehr früh nach Taiwan gebracht. Phyllostachys reticulata verwildert leicht und ist in vielen Gebieten der Welt ein Archäophyt oder Neophyt.

## Taxonomie
Die Erstbeschreibung dieser Art erfolgte 1839 unter dem Namen Bambusa reticulata durch Franz Josef Ruprecht in Bambuseae, S. 58. Sie wurde 1873 durch K.Koch in Dendrologie, Band 2 (2), S. 356 unter dem heute gültigen Namen Phyllostachys reticulata in die Gattung Phyllostachys gestellt. In der meisten Literatur besonders vor 2006 wird diese Art unter dem Namen Phyllostachys bambusoides Sieb. & Zucc. geführt, er wurde 1843 in Abhandlungen der Mathematisch-Physikalischen Classe der Königlich Bayerischen Akademie der Wissenschaften, Band 3 (3), Seite 746, Tafel 5, Figur 3. veröffentlicht. Phyllostachys bambusoides wurde 1843 also vor Phyllostachys reticulata 1873 veröffentlicht, aber das Basionym Bambusa reticulata von Phyllostachys reticulata wurde schon 1839 veröffentlicht. Nach der Prioritätsregel ist also Phyllostachys reticulata der gültige Name.
Weitere Synonyme für Phyllostachys reticulata (Rupr.) K.Koch sind: Bambusa castilloni Marliac ex Carrière, Phyllostachys bambusoides fo. castillonis (Marliac ex Carrière) T.P.Yi, Phyllostachys bambusoides var. castilloni-holochrysa (Pfitzer) J.Houz., Phyllostachys castillonis (Marliac ex Carrière) Mitford, Phyllostachys castillonis var. holochrysa Pfitzer, Phyllostachys lithophila Hayata, Phyllostachys marliacea Mitford, Phyllostachys megastachya Steud., Phyllostachys nigra var. castillonis (Marliac ex Carrière) Bean, Phyllostachys pinyanensis T.H.Wen, Phyllostachys quilioi Rivière & C.Rivière, Phyllostachys quilioi var. castillonis (Marliac ex Carrière) J.Houz., Phyllostachys quilioi var. castillonis-holochrysa Regel ex J. Houz., Phyllostachys reticulata fo. geniculata Nakai, Phyllostachys reticulata var. castillonis (Marliac ex Carrière) Makino, Phyllostachys reticulata var. holochrysa (Pfitzer) Nakai.

## Nutzung
Nach Phyllostachys edulis ist Phyllostachys reticulata eine der am häufigsten für Bambussprossen kultivierten Arten. Junge Sprossen werden gegart als Gemüse gegessen. Die Sprossen dieser Art sind groß, aber im rohen Zustand bitter; sie müssen in viel Wasser gekocht werden und das Wasser sollte einige Male gewechselt werden. Die Ernte erfolgt im Frühling, wenn die Sprossen etwa 8 cm über dem Grund gewachsen sind. Sie werden etwa 5 cm unter der Erde abgeschnitten. Die Sprossen enthalten im Trockengewicht etwa 2,1 % Proteine, 0,3 % Fett, 3,2 % Kohlenhydrate und 0,9 % Asche.
Das Holz der Halme wird zur Herstellung von Möbeln und Pflanzenrankgerüsten verwendet. Die ziemlich dickwandigen Halme dieser Art gelten innerhalb der Gattung als am besten geeignet, um für den Hausbau und in der Industrie Gerüste zu bauen, sie werden auch als Bestandteile von Häusern verwendet. Gespaltene Halme werden auch zum Flechten von Körben und anderen Gegenständen verwendet.
Phyllostachys reticulata wird als Erosionsschutz gepflanzt. Die Rhizome und das Wurzelsystem sorgen für eine gute Bodenbefestigung.
Medizinische Wirkungen wurden untersucht.

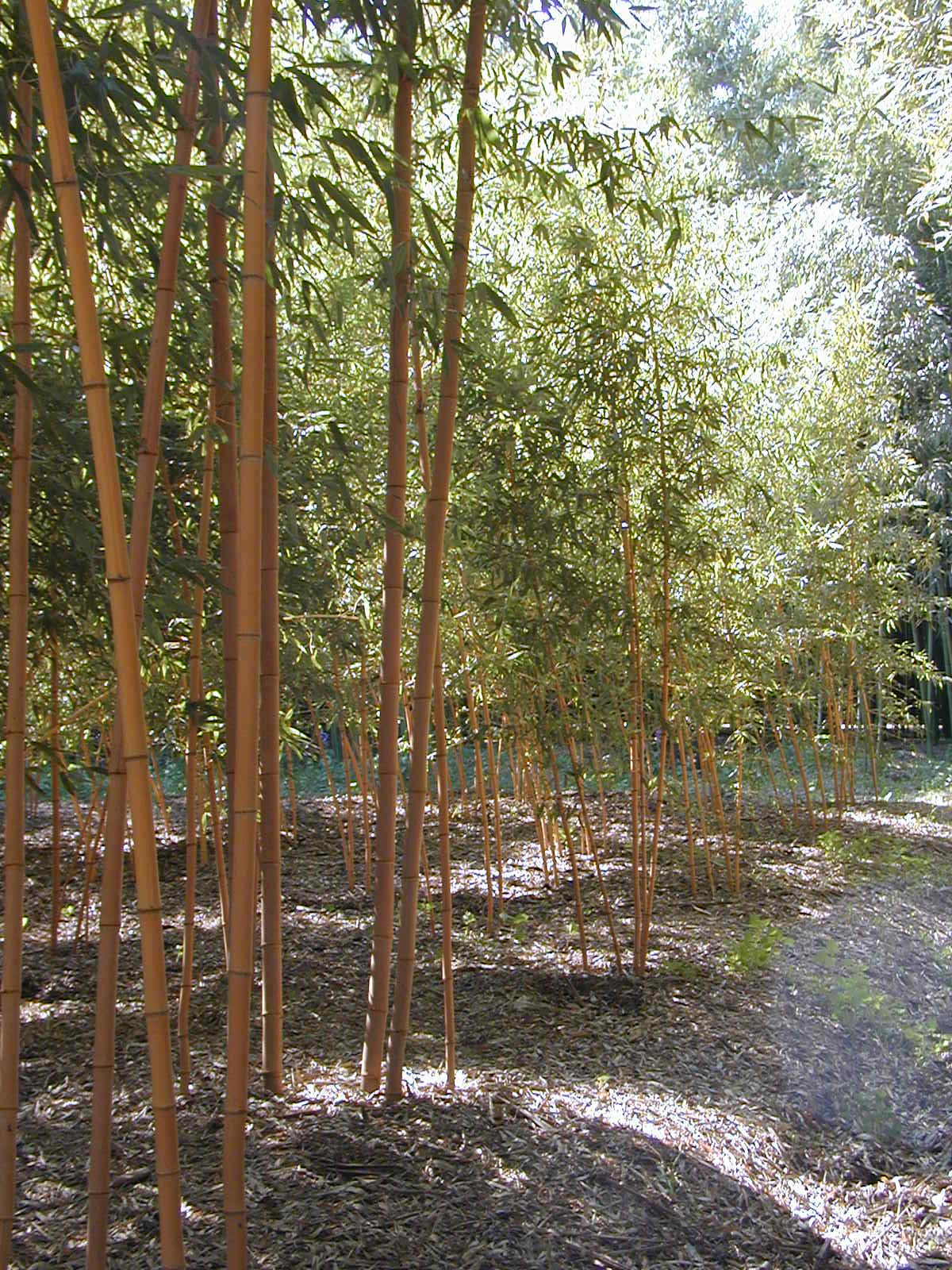
Habitus der Sorte 'Holochrysa' = 'Allgold'

### Verwendung als Zierpflanze und einige Kulturformen
Es gibt einige Ausleseformen, die als Zierpflanzen kultiviert werden. Die Vermehrung erfolgt vegetativ durch Rhizom-Teilstücke oder durch Teilung. Sie können unter verschiedenen Bezeichnungen im Handel sein.
Kulturformen (Auswahl):
- Albovariegata
- Castilloni auch Phyllostachys bambusoides var. castillonis genannt, dies ist keine gültige Varietät, sondern der Handelsname: Ein hoher Bambus mit leuchtend goldgelben Halmen und glänzend grünem Sulcus.
- Castilloni-variegata
- Castilloni-inversa auch Phyllostachys bambusoides var. castillonis inversa genannt, dies ist keine gültige Form, sondern der Handelsname: Ein hoher Bambus mit grünen Halmen und gelblichem Sulcus.
- Castilloni-inversa-variegata
- Holochrysa auch Allgold genannt
- Kawadana
- Marliacea auch Rillen-Bambus genannt
- Subvariegata
- Tanakae auch Mixta und Lacrima-dea genannt